# Truttemer-le-Grand
Truttemer-le-Grand település Franciaországban, Calvados megyében. Lakosainak száma 643 fő (2018. január 1.). Truttemer-le-Grand Bernières-le-Patry, Maisoncelles-la-Jourdan, Roullours, Truttemer-le-Petit, Viessoix és Chaulieu községekkel határos.

## Népesség
A település népessége az elmúlt években az alábbi módon változott:
| Lakosok száma | 598  | 583  | 553  | 585  | 565  | 605  | 639  | 643  | 593  | 643  |
|               | 1962 | 1968 | 1982 | 1990 | 1999 | 2008 | 2011 | 2013 | 2017 | 2018 |